# آرامستان ارامنه کنارک بالا
گورستان ارامنه کنرک علیا مربوط به دوره قاجار است و در شهرستان بروجن، بخش گندمان، روستای کنرک علیا، جنب «مدرسه راهنمایی نور علم» واقع شده و این اثر در تاریخ ۸ مرداد ۱۳۸۱ با شمارهٔ ثبت ۶۰۱۶ به‌عنوان یکی از آثار ملی ایران به ثبت رسیده است. این گورستان بدون هیچ حفاظتی تقریبا در معرض تخریب کامل است. 